# Cylichna
Cylichna är ett släkte av snäckor som beskrevs av Sven Lovén 1846.
Cylichna ingår i familjen Cylichnidae.
Kladogram enligt Catalogue of Life och Dyntaxa:
| Cylichna | \| \| Cylichna alba \| \| \| \| \| \| Cylichna attanosa \| \| \| \| \| \| Cylichna attonsa \| \| \| \| \| \| Cylichna consobrina \| \| \| \| \| \| Cylichna crebripunctata \| \| \| \| \| \| Cylichna cylindracea \| \| \| \| \| \| Cylichna diegensis \| \| \| \| \| \| Cylichna discus \| \| \| \| \| \| Cylichna eburnea \| \| \| \| \| \| Cylichna fantasma \| \| \| \| \| \| Cylichna gouldii \| \| \| \| \| \| Cylichna linearis \| \| \| \| \| \| Cylichna nucleolus \| \| \| \| \| \| Cylichna obscura \| \| \| \| \| \| Cylichna occulta \| \| \| \| \| \| Cylichna oryza \| \| \| \| \| \| Cylichna ovata \| \| \| \| \| \| Cylichna verrilli \| \| \| \| \| \| Cylichna vortex \| \| \| \| |
|          | \| \| Cylichna alba \| \| \| \| \| \| Cylichna attanosa \| \| \| \| \| \| Cylichna attonsa \| \| \| \| \| \| Cylichna consobrina \| \| \| \| \| \| Cylichna crebripunctata \| \| \| \| \| \| Cylichna cylindracea \| \| \| \| \| \| Cylichna diegensis \| \| \| \| \| \| Cylichna discus \| \| \| \| \| \| Cylichna eburnea \| \| \| \| \| \| Cylichna fantasma \| \| \| \| \| \| Cylichna gouldii \| \| \| \| \| \| Cylichna linearis \| \| \| \| \| \| Cylichna nucleolus \| \| \| \| \| \| Cylichna obscura \| \| \| \| \| \| Cylichna occulta \| \| \| \| \| \| Cylichna oryza \| \| \| \| \| \| Cylichna ovata \| \| \| \| \| \| Cylichna verrilli \| \| \| \| \| \| Cylichna vortex \| \| \| \| |
|          | Acteocina |
|          | |
|          | Cylichnella |
|          | |
|          | Diaphana |
|          | |
|          | Roxania |
|          | |
|          | Scaphander |
|          | |
|          | Tornatina |
|          | |
|          | Cylichna alba |
|          | |
|          | Cylichna attanosa |
|          | |
|          | Cylichna attonsa |
|          | |
|          | Cylichna consobrina |
|          | |
|          | Cylichna crebripunctata |
|          | |
|          | Cylichna cylindracea |
|          | |
|          | Cylichna diegensis |
|          | |
|          | Cylichna discus |
|          | |
|          | Cylichna eburnea |
|          | |
|          | Cylichna fantasma |
|          | |
|          | Cylichna gouldii |
|          | |
|          | Cylichna linearis |
|          | |
|          | Cylichna nucleolus |
|          | |
|          | Cylichna obscura |
|          | |
|          | Cylichna occulta |
|          | |
|          | Cylichna oryza |
|          | |
|          | Cylichna ovata |
|          | |
|          | Cylichna verrilli |
|          | |
|          | Cylichna vortex |
|          | |

|  | Cylichna alba           |
|  |                         |
|  | Cylichna attanosa       |
|  |                         |
|  | Cylichna attonsa        |
|  |                         |
|  | Cylichna consobrina     |
|  |                         |
|  | Cylichna crebripunctata |
|  |                         |
|  | Cylichna cylindracea    |
|  |                         |
|  | Cylichna diegensis      |
|  |                         |
|  | Cylichna discus         |
|  |                         |
|  | Cylichna eburnea        |
|  |                         |
|  | Cylichna fantasma       |
|  |                         |
|  | Cylichna gouldii        |
|  |                         |
|  | Cylichna linearis       |
|  |                         |
|  | Cylichna nucleolus      |
|  |                         |
|  | Cylichna obscura        |
|  |                         |
|  | Cylichna occulta        |
|  |                         |
|  | Cylichna oryza          |
|  |                         |
|  | Cylichna ovata          |
|  |                         |
|  | Cylichna verrilli       |
|  |                         |
|  | Cylichna vortex         |
|  |                         |